# Rüben, Lesna dolina
Rüben je naselje občine Lesna dolina v okraju Šmohor na Koroškem v Avstriji.